# Шерафеттин, Ахмед
Ахмед Шерафеттин (Шереф) Бей (тур. Ahmed Şerafettin Bey, 1894, Константинополь, Османская империя — 13 июня 1933) — турецкий футбольный тренер. Первый тренер в истории «Бешикташа».

## Биография
Ахмед Шерафеттин родился в 1894 года в Константинополе (сейчас Стамбул).
Учился в стамбульских школах. В 20-летнем возрасте окончил французскую школу. Активно занимался спортом, в частности фехтованием. Был членом гимнастического клуба «Бешикташ».
В 1910 году стал президентом недавно созданных футбольных клубов «Валидечешме» и «Басирет», которые год спустя объединились в «Бешикташ». Клуб назначил Шерафеттина тренером команды. 
Участвовал в Первой мировой войне. Был отправлен в османскую армию на румынский фронт офицером запаса. После окончания войны вернулся в Стамбул, где восстанавливал клуб: из-за войны пострадала не только инфраструктура — погибли восемь футболистов команды.
Сначала «Бешикташ» не входил в футбольные лиги, но в 1919 году был включён в Стамбульскую футбольную лигу. Под руководством Шерафеттина «Бешикташ» трижды становился её чемпионом — в 1920, 1921 и 1924 годах. В сезоне-1924/1925 чёрно-белые стали бронзовыми призёрами, после чего Шерафеттин ушёл в отставку с тренерского поста.
После этого он продолжал работать в клубе «Бешикташ», стал инициатором строительства нового стадиона, который был возвездён в 1933 году. В 1926 и 1927 годах по инициативе Шерафеттина «Бешикташ» впервые отправился в международные турне в Румынию и Болгарию.
Был первым турецким футбольным арбитром, который работал на матче за рубежом — Шерафеттин судил игру в Вене.
Умер 13 июня 1933 года от рака.

## Достижения

### В качестве тренера
Бешикташ
- Чемпион Стамбульской лиги (3): 1920, 1921, 1924.
- Бронзовый призёр Стамбульской лиги (1): 1925.

## Память
«Бешикташ» назвал домашний стадион «Шереф» в его честь и играл здесь до 1947 года. Был снесён в 1987 году, сейчас на его месте находится гостиница «Шираган-Кемпински».
19 марта 2008 года в стамбульском районе Бешикташ в Парке мира был установлен памятник Ахмеду Шерафеттину.